# Куксово
Куксово — село в Тамбовском районе Тамбовской области России. 
Входит в Татановский сельсовет.

## География
Расположено на реке Цна, в 15 км к северу от центра Тамбова. На юге примыкает к селу Татаново, центру сельсовета.

## Население
| 2002 | 2010  |
| ---- | ----- |
| 1335 | ↘1299 |

Согласно результатам переписи 2002 года, в национальной структуре населения русские составляли 97 % от общего числа всех жителей.